# Tu–2
A Tu–2 (Fejlesztési neve: ANT-58 és 103; NATO kódja Bat) egy szovjet kétmotoros nappali és frontbombázó volt a második világháború folyamán. Aa Tu-2-t gyorsbombázónak és zuhanóbombázónak tervezték, nagy belső bombatérrel és az együléses vadászrepülők sebességével.